# Sarmīl
Sarmīl (persiska: سرمیل) är en ort i Iran.   Den ligger i provinsen Kermanshah, i den västra delen av landet, 500 km väster om huvudstaden Teheran. Sarmīl ligger 1 540 meter över havet och antalet invånare är 104.
Terrängen runt Sarmīl är kuperad åt nordost, men åt sydväst är den bergig.Runt Sarmīl är det ganska glesbefolkat, med 42 invånare per kvadratkilometer. Närmaste större samhälle är Ganjūreh, 12,6 km väster om Sarmīl. Omgivningarna runt Sarmīl är i huvudsak ett öppet busklandskap.